# Anton Weber (Architekt)
Anton Weber (* 3. Dezember 1858 in Leitmeritz; † 29. März 1942 in Wien) war ein deutsch-böhmischer und österreichischer Architekt, der zu den Vertretern des Späthistorismus und der Neogotik gehörte und in Österreich, Südtirol und Böhmen Gebäude errichtet und restauriert hat.

## Leben und Wirken
Anton Weber besuchte das Gymnasium in Leitmeritz und studierte danach an der Technischen Hochschule München und der Technischen Hochschule Wien und anschließend ab 1881 an der Akademie der bildenden Künste Wien. Von 1883 bis 1886 war er Mitarbeiter im Atelier des Architekten Friedrich von Schmidt (1825–1891). Im Jahr 1883 erhielt er den Rom-Preis der Akademie der bildenden Künste Wien.
Ab 1887 war Anton Weber als selbständiger Architekt tätig. Sein Büro hatte mehrere Mitarbeiter, darunter auch Fritz von Herzmanovsky-Orlando, die mit zahlreichen Bauvorhaben in den Kronländern der Donaumonarchie beschäftigt waren. Der Schwerpunkt seiner Tätigkeit lag im Kirchenbau und bei der Restaurierung historischer Gebäude, aber auch Villen- und Hotelbauten waren in seinem Tätigkeitsbereich. Weber führte auch viele Aufträge des Hochadels aus, z. B. zahlreiche Umbauten von Burgen und Schlössern. Ein besonderes Verhältnis bestand zum Thronfolger Erzherzog Franz Ferdinand, für den er mehrere Verwaltungsgebäude in Konopischt (Konopiště) errichtete. Sein Leben war aber auch durch eine rege publizistische Tätigkeit geprägt. Sein zeichnerisches Talent zeigt sich in zahlreichen Architekturzeichnungen.
Nach dem Ende des Ersten Weltkriegs sind kaum noch Projekte von Anton Weber dokumentiert.

## Künstlerische Bewertung
Anton Webers Bauten in den Jahren 1885 bis 1905 zeigen ihn als Vertreter der Schule Friedrich Schmidts, sowohl in der Beherrschung des „gotischen Stils“, die aus der Mitarbeit am Wiener Rathaus resultierte, als auch bei den zahlreichen Restaurierungen von Kirchen. Der Höhepunkt dieser gotischen Stil-Imitation war der Neubau der Pfarrkirche von Marling in Südtirol, die er zusammen mit der Innenausstattung zu einem perfekten Gesamtkunstwerk im Sinne der historisierenden Architekturauffassung gestaltete. Kurz vor dem Ersten Weltkrieg geriet diese Restaurierungspraxis aber zunehmend unter Kritik und man beschränkte sich danach weitgehend auf den Erhalt der vorhandenen Bausubstanz. Bei der Errichtung der Villen- und Hotelbauten, insbesondere beim Bau der „Villa Isenburg“ in Meran, entwickelte Weber den sogenannten „Eppaner Stil“ und wirkte damit stilbildend für den Villenbau dieser Region.

## Auszeichnungen und Mitgliedschaften
- Rom-Preis (1881)
- Ehrenmitglied der Akademie in Mailand (1888)
- Genossenschaft der bildenden Künstler Wiens (Architekten-Club) (1888)
- Österreichischer Ingenieur- und Architekten-Verein (zeitweise im Vorstand) (1893–1922)
- Berufstitel Baurat (1908)
- Österreichische Gesellschaft für christliche Kunst
- Silberne Jubiläumsmedaille der Genossenschaft der bildenden Künstler Wiens (1936)[1]

## Bauten (Auswahl)

### Wohn- und Geschäftshäuser
- um 1890: Umbau Schloss Pottschach (Niederösterreich)
- 1894: Villa Isenburg in Meran, Winkelweg 1 (Südtirol)
- 1895: Pfarrhaus in Untermais (Südtirol)
- um 1897: Umbau Jagdhaus in Dubsko Nr. 10, Okres Benešov (Böhmen)
- um 1896: Gasthaus und Angestelltenhaus in Konopischt (Böhmen)
- 1896: Mietshaus in München (Bayern)[6]
- 1898–1905: Umbau Schloss Hohenwerfen (Salzburg)
- 1900–1902: Südtrakt des Schlosses Sallegg in Mitterdorf, OT von Kaltern (Südtirol)
- 1901: Umbau Villa Salvotti, San Giorgio bei Rovereto
- um 1902: Blockhausgruppe auf der Guttaringalpe bei Lölling (Kärnten)
- 1908: Umbau Schloss Freudenthal (Österreichisch-Schlesien)

### Öffentliche Bauten
- 1881: Umbau und Restaurierung Pfarrkirche St. Nikolaus in Meran (Südtirol)
- 1881: Umbau und Restaurierung der Spitalskirche in Meran (Südtirol)
- 1893: Brunnen mit der Sage von der Teufelsmühle in Wien
- 1896: Restaurierung der Kirche St. Margarethen in Lana (Südtirol)
- 1894–1898: Um- und Ausbau der Pfarrkirche Mariä Himmelfahrt in Feldthurns und Neubau der Friedhofskapelle Feldthurns (Südtirol)
- um 1897: Neugotischer Umbau der Kirche Mariä Himmelfahrt in Aussig an der Elbe (Böhmen) sowie Neugestaltung des Kirchenplatzes
- 1899: Restaurierung der Kirche St. Katharina und der ehem. Kommende des Deutschen Ordens in Komotau (Chomutov) (Böhmen)
- vor 1900: Restaurierung des Turmes der Kirche Maria-Trost-Kirche in Untermais (Südtirol)
- 1899: Kapelle von Finele im Passeiertal (Südtirol)
- 1900: Forstamtsgebäude in Konopischt (Böhmen) nach einem Entwurf von Ludwig Baumann
- 1901: Neubau der Pfarrkirche Maria Himmelfahrt in Marling (Südtirol)
- 1902: Pension Fortuna in Meran (Südtirol)
- 1902: Passerpromenade 52 in Meran (zusammen mit Pietro Delugan)
- 1903–1904: Hotel Kastell in Küb am Semmering (Bezirk Neunkirchen, Niederösterreich) (zusammen mit C. Postl)
- 1905: Grabmal der Familie Pann auf dem Zentralfriedhof Wien
- 1906: Deutschmeister-Denkmal Wien, Deutschmeisterplatz (zusammen mit dem Bildhauer Johannes Benk)[7]
- 1906–1910: Pfarrkirche St. Martin in Sairach (Žiri) (Krain)
- 1911: Priessnitz-Brunnen, Türkenschanzpark in Wien

## Entwürfe (nicht ausgeführt)
- 1888: Fassade des Mailänder Doms (Wettbewerbsentwurf, 3. Preis)
- 1888: Neubau der Depositenbank in Wien (Projekt)
- 1895: Pfarrkirche Tramin bei Bozen (Projekt)
- 1894: Rathaus Stuttgart (Wettbewerbsentwurf)
- um 1895: Rathaus Plauen bei Dresden (Wettbewerbsentwurf)
- um 1902: Ackerbauschule in Leitmeritz (Entwurf)
- um 1903: Evangelische Kirche Innsbruck, Tirol (Wettbewerbsentwurf, zusammen mit G. Münzberger, 3. Preis)
- 1903: Kirche Hall in Tirol (Restaurierungsprojekt)
- 1904: Postsparkassa Wien (Konkurrenzentwurf)
- 1905: Sparkasse Kufstein, Tirol (Wettbewerbsentwurf)
- 1905: Kirche St. Ruprecht in Wien (Restaurierungsprojekt)
- 1906: Mietshäuser in München, Hohenzollenstr. 31–33 und Ohmstr. 17 (Projekt)[8]
- 1907: Neue Pfarrkirche in Schenna, Südtirol (Entwurf)
- 1908: Denkmal für die Schlacht von Aspern (Wettbewerbsentwurf)
- 1912: Umbau einer Häusergruppe bei der Spitalskirche Mödling (Niederösterreich) (Wettbewerbsentwurf, 1. Preis)

## Galerie seiner Bauten

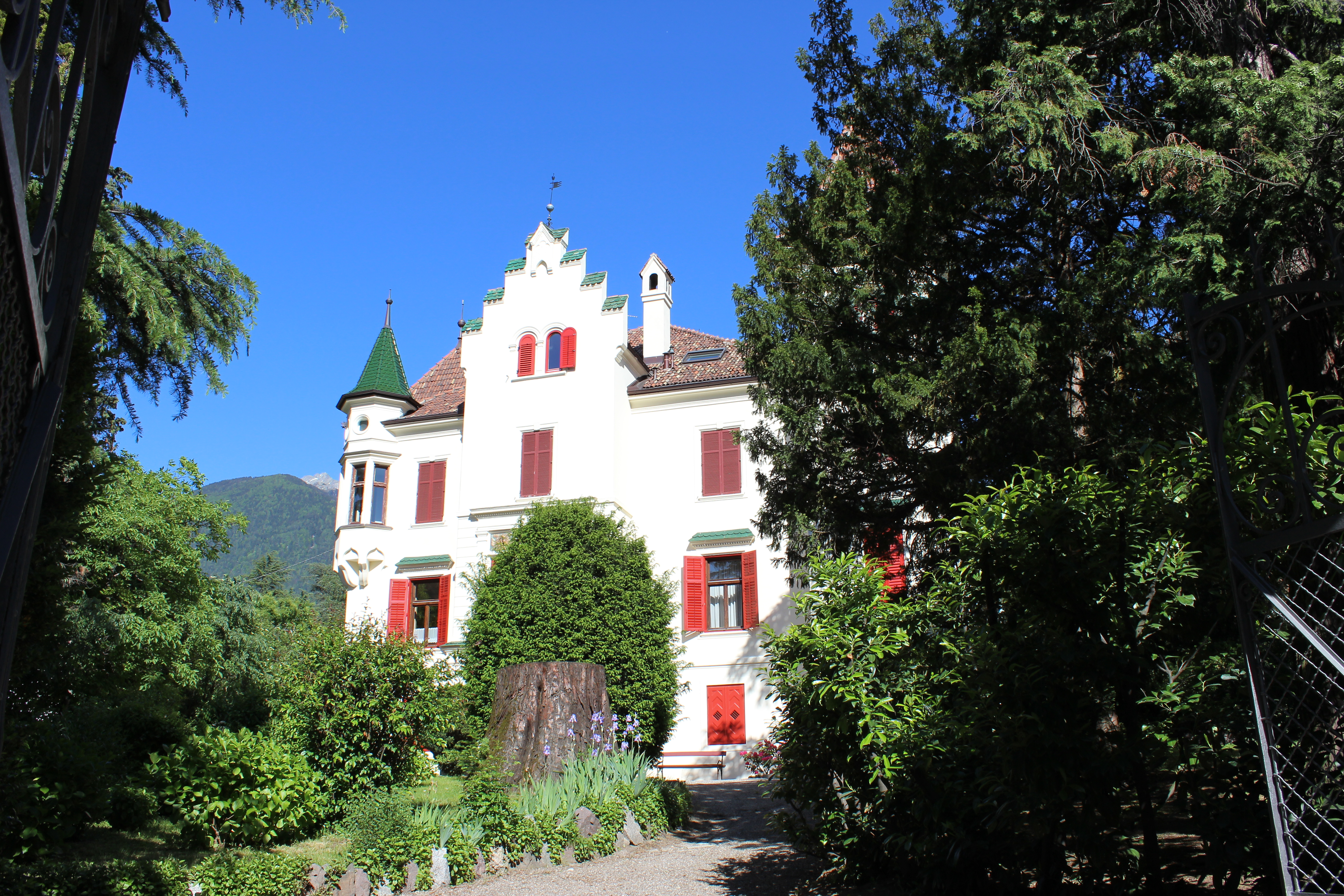
Villa Isenburg Meran
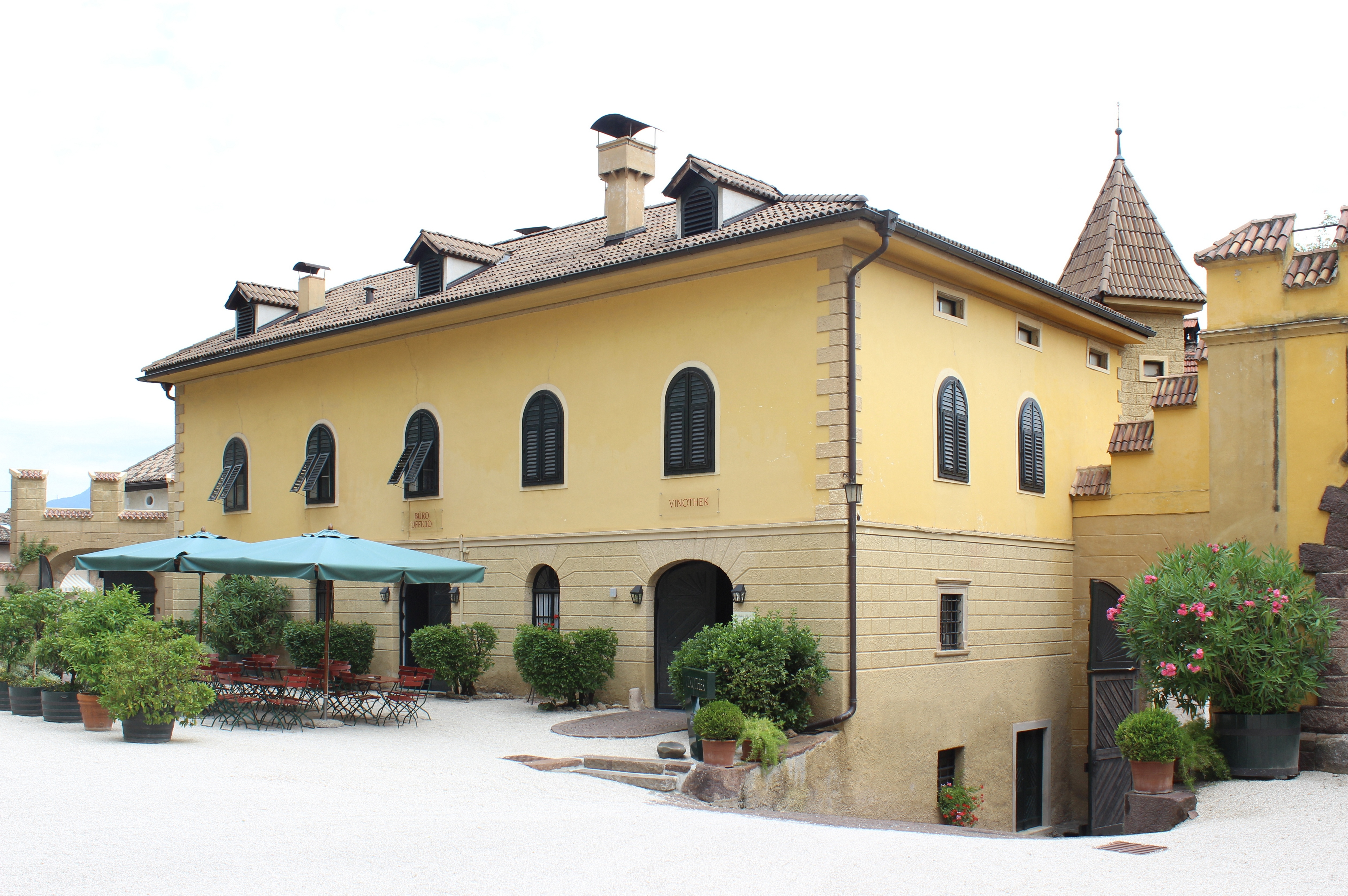
Schloss Sallegg in Mitterdorf (Kaltern)
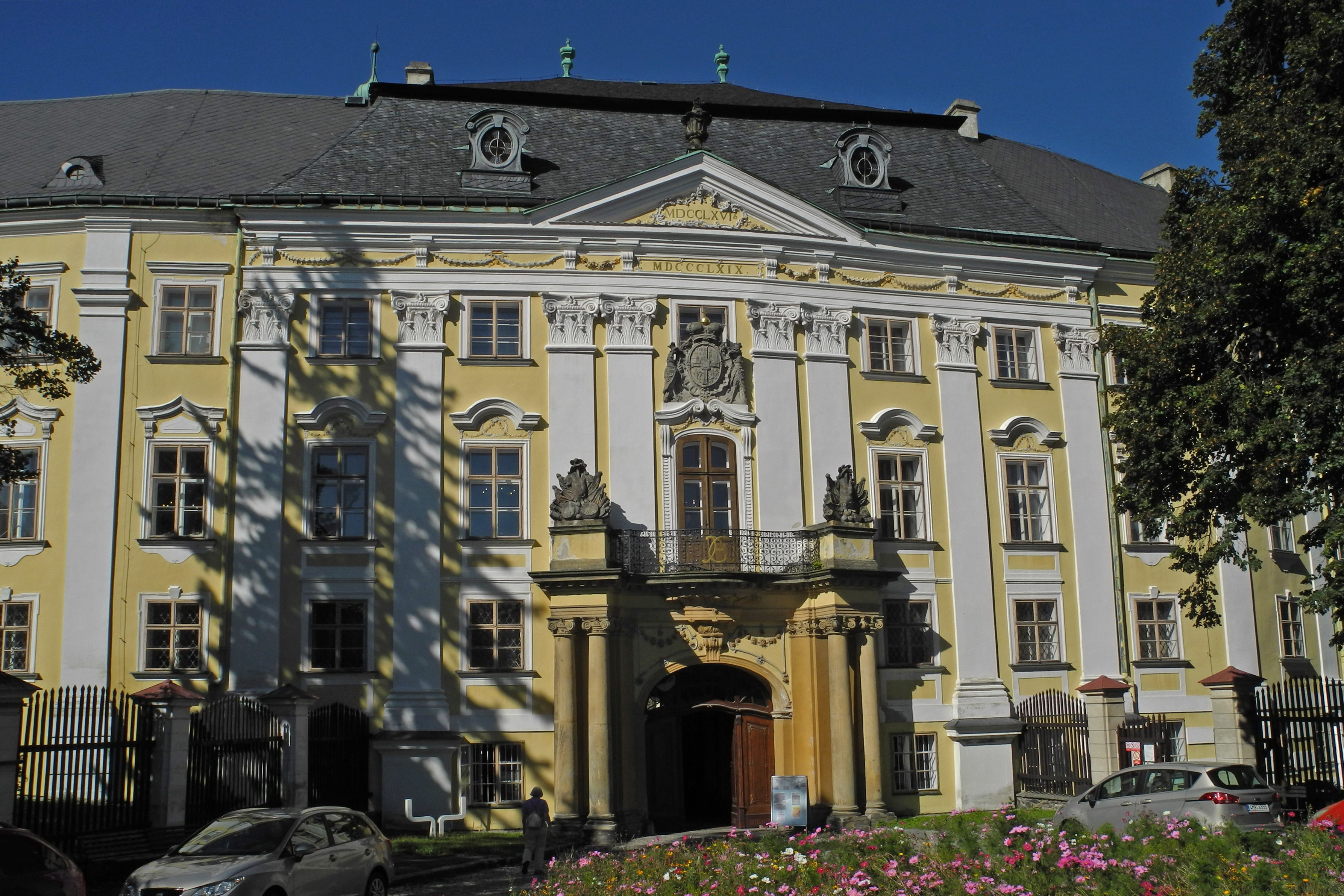
Umbau am Schloss Bruntál
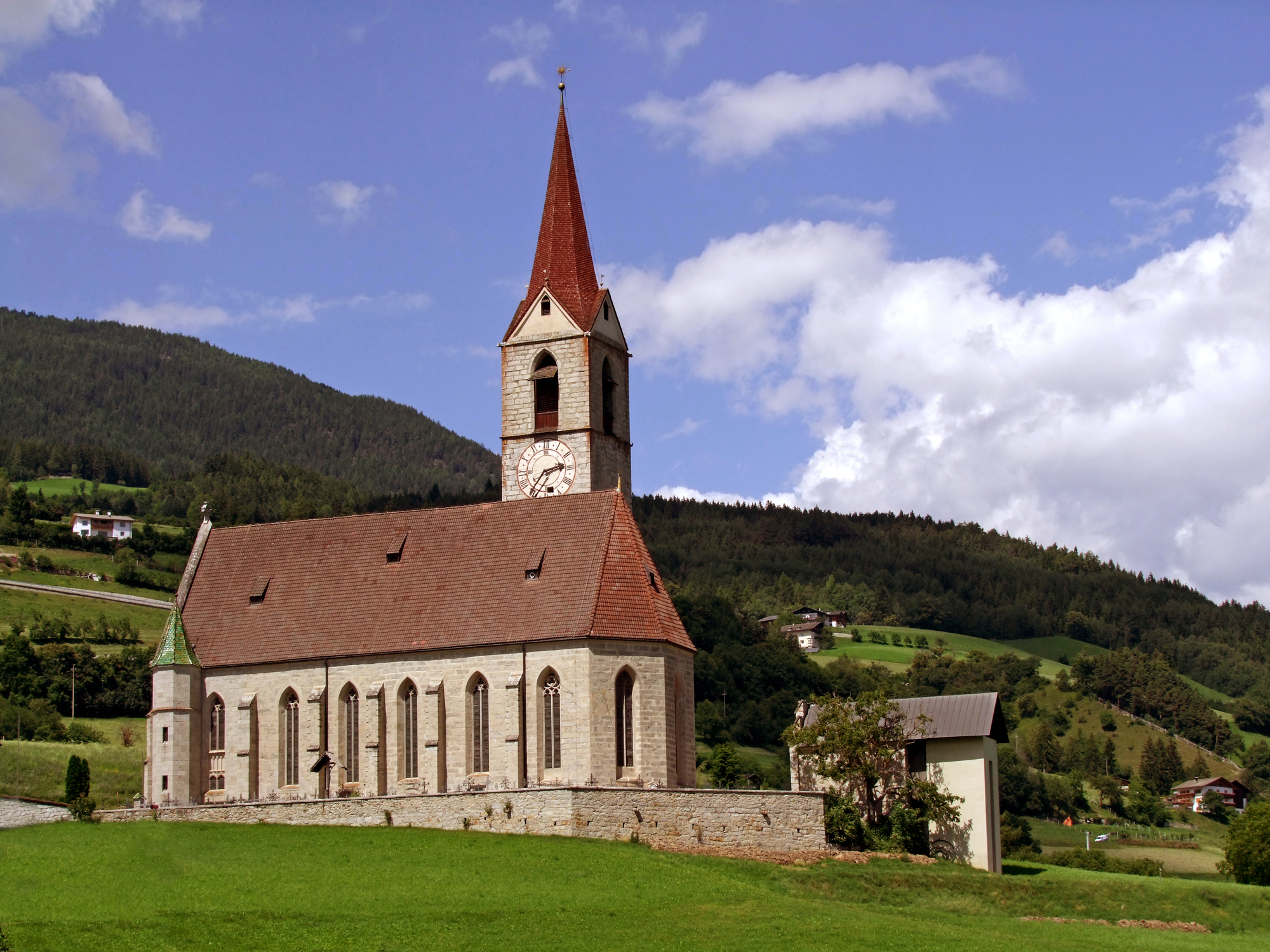
Erweiterung der Pfarrkirche Mariä Himmelfahrt in Feldthurns
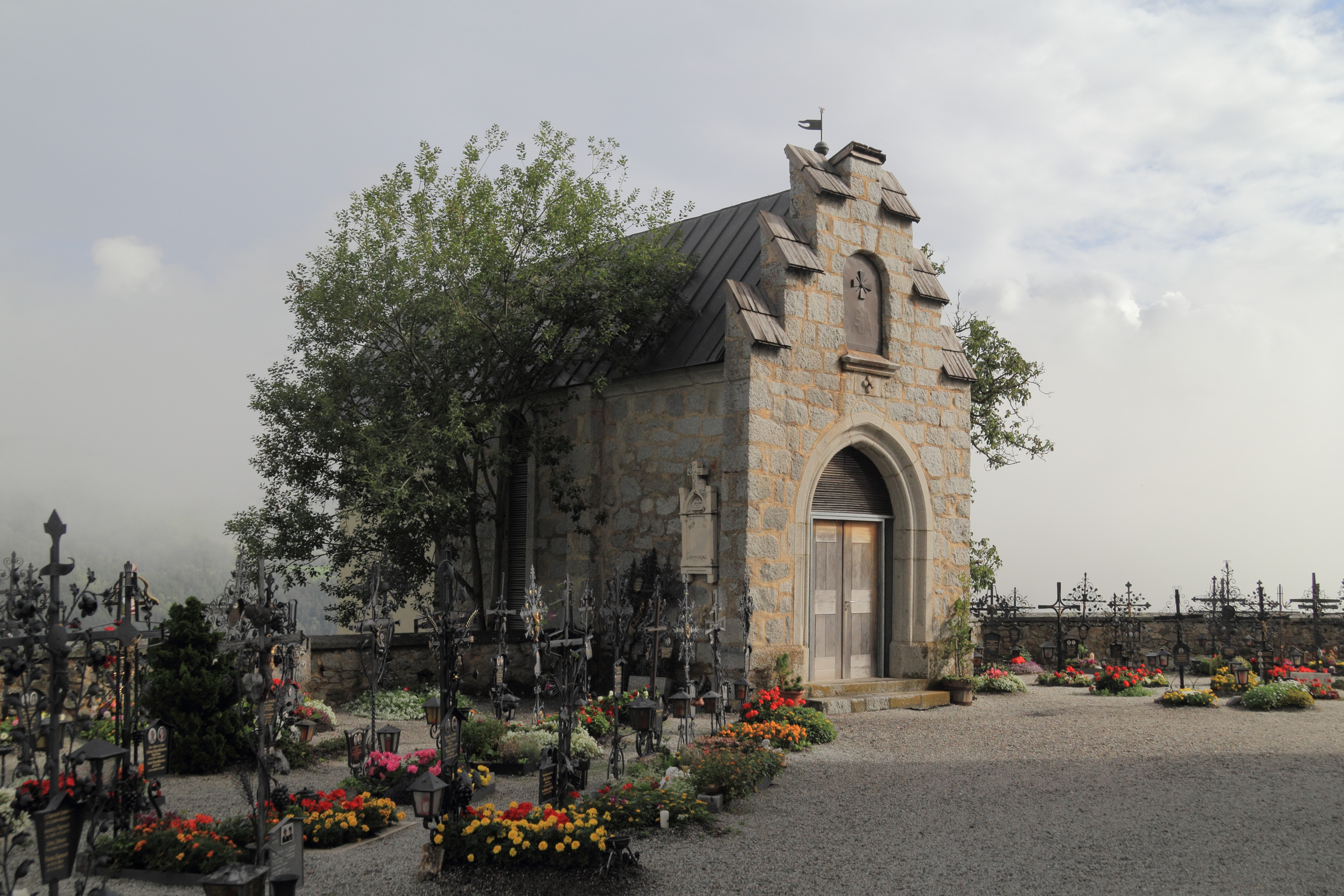
Friedhofskapelle Feldthurns
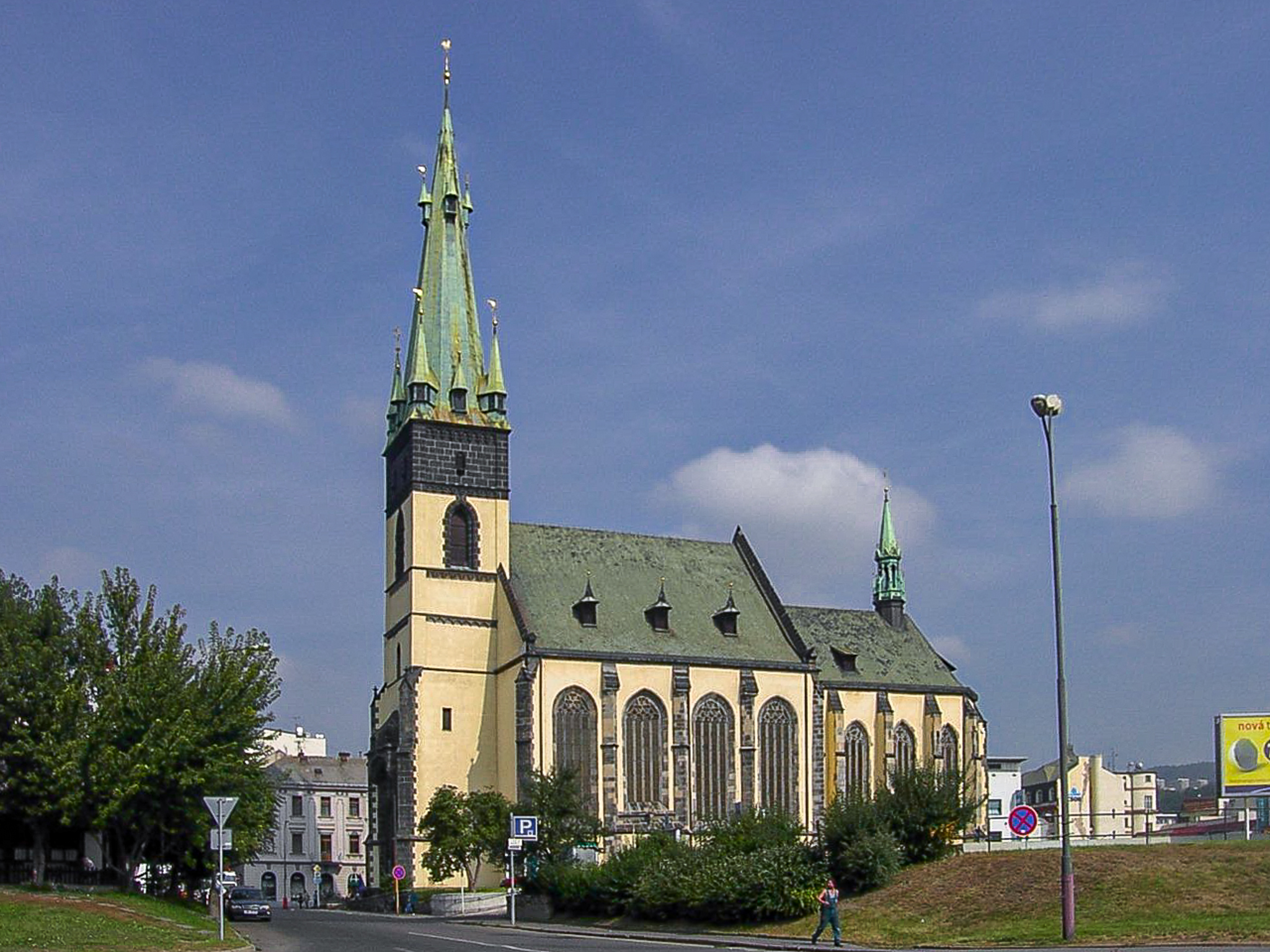
Neogotischer Umbau der Kirche Mariä Himmelfahrt in Ústí nad Labem
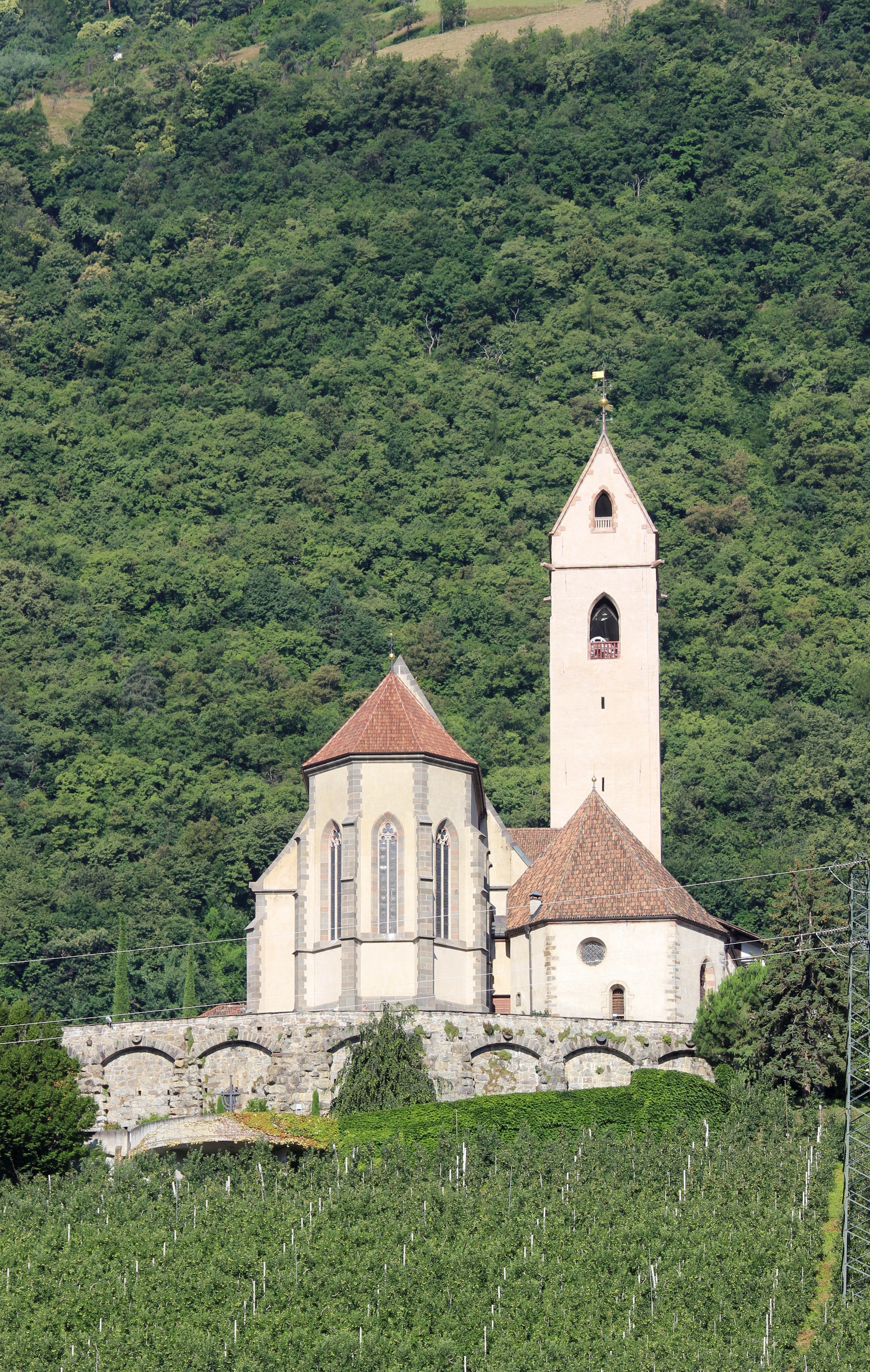
Pfarrkirche Marling
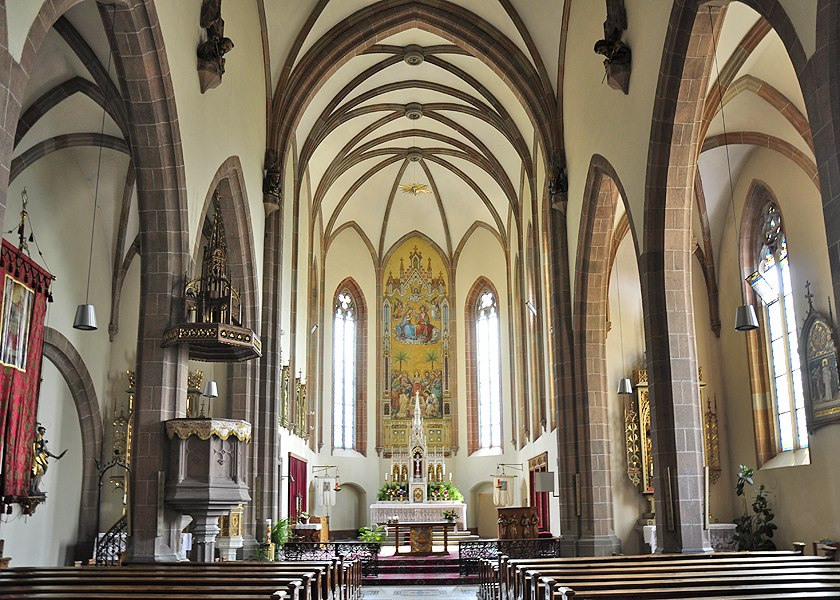
Innenraum der Pfarrkirche Marling
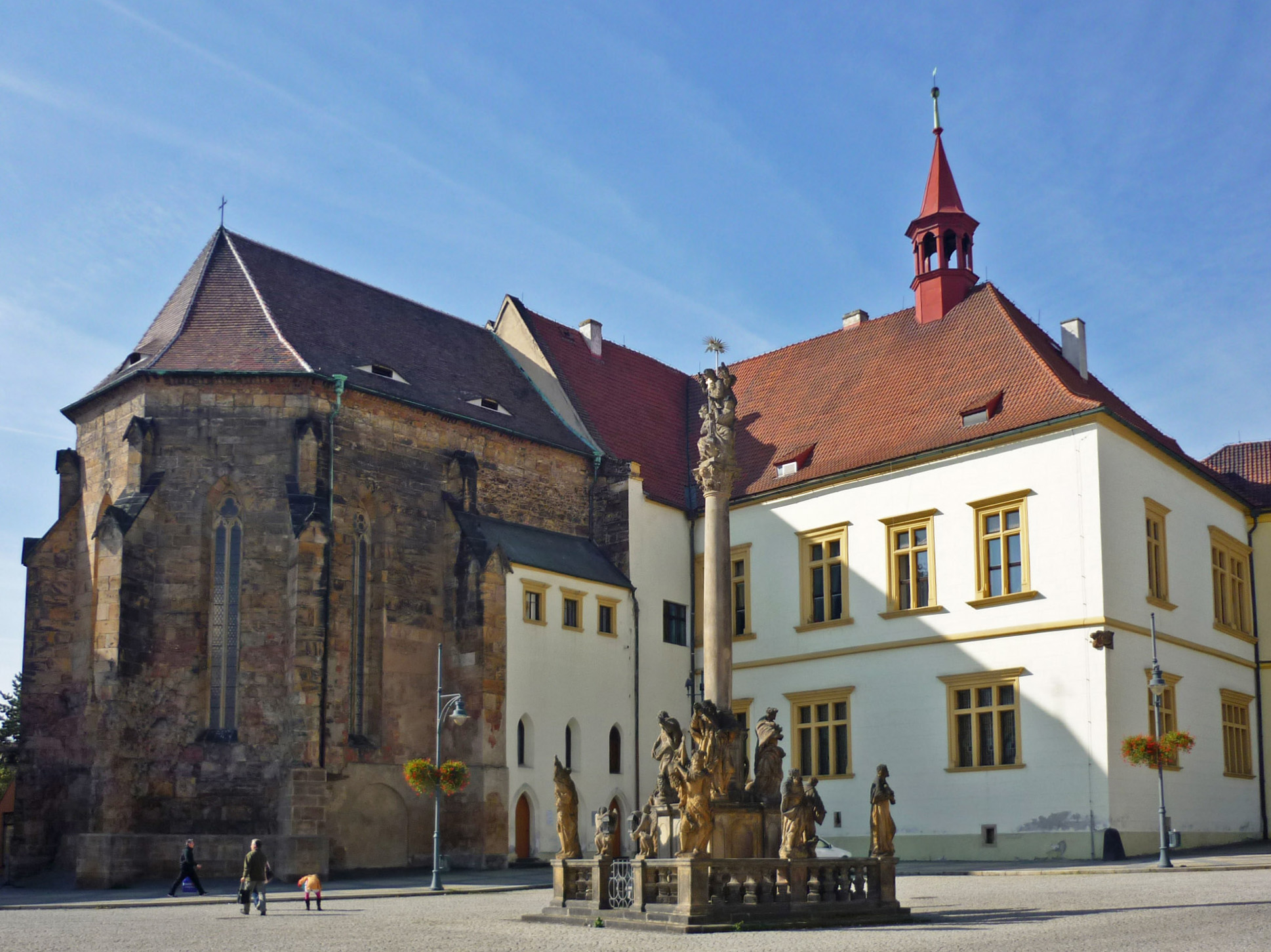
Restaurierung der Kirche St. Katharina und ehem. Kommende des Deutschen Ordens in Komotau
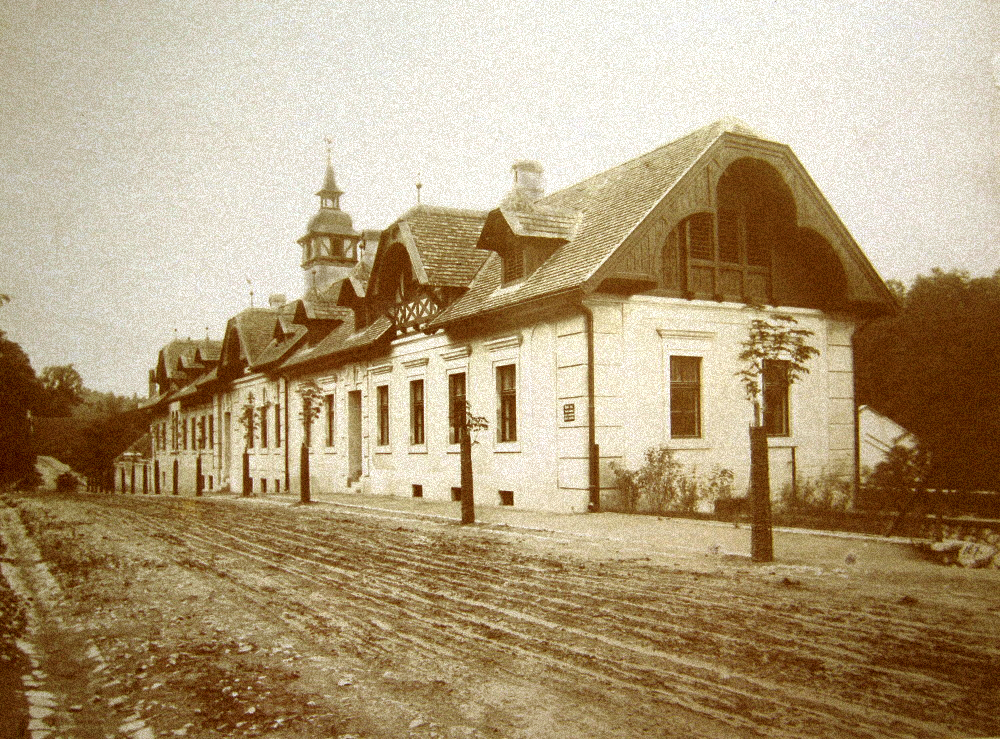
Forstamtsgebäude in Konopischt
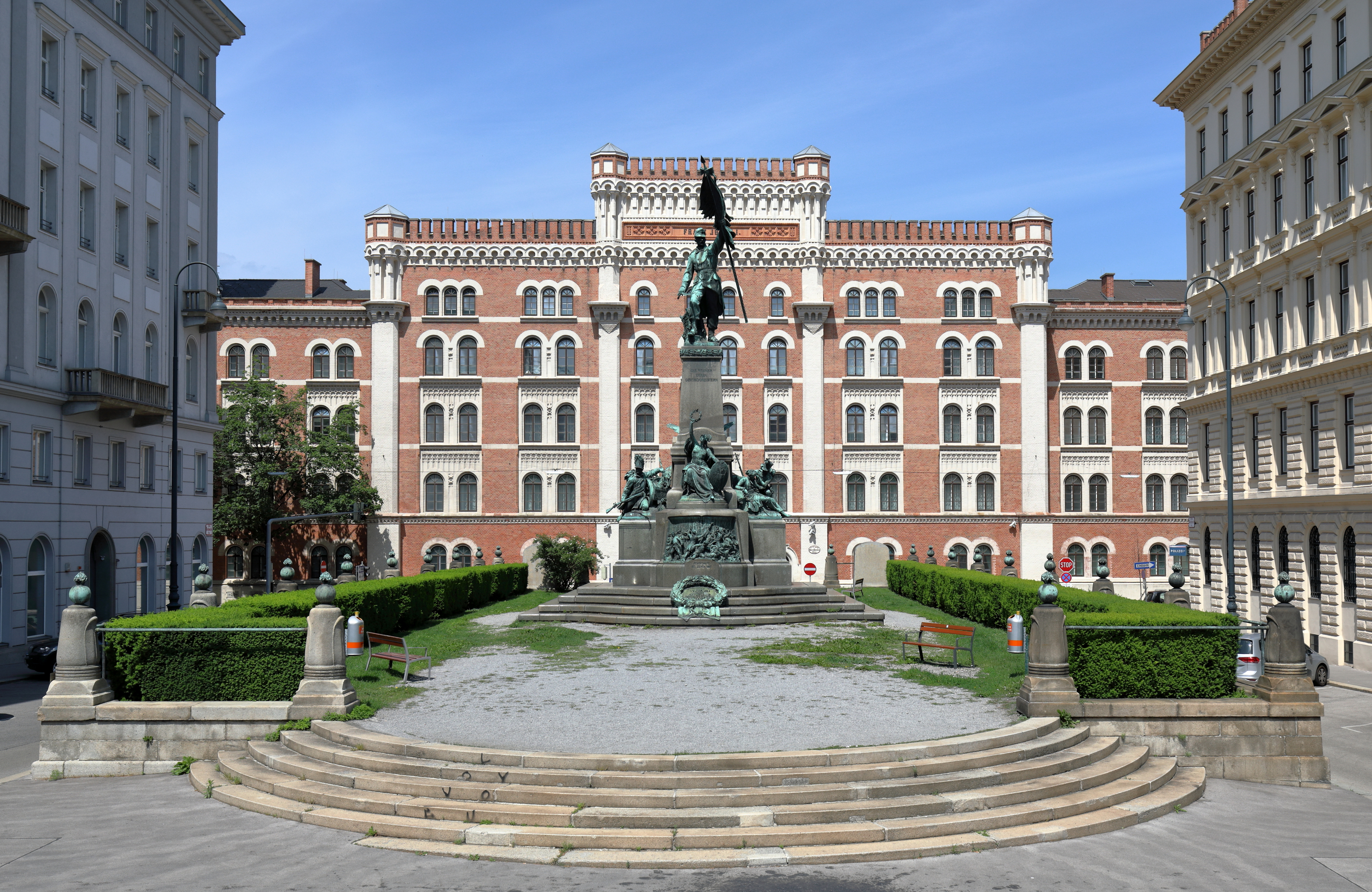
Deutschmeister-Denkmal in Wien
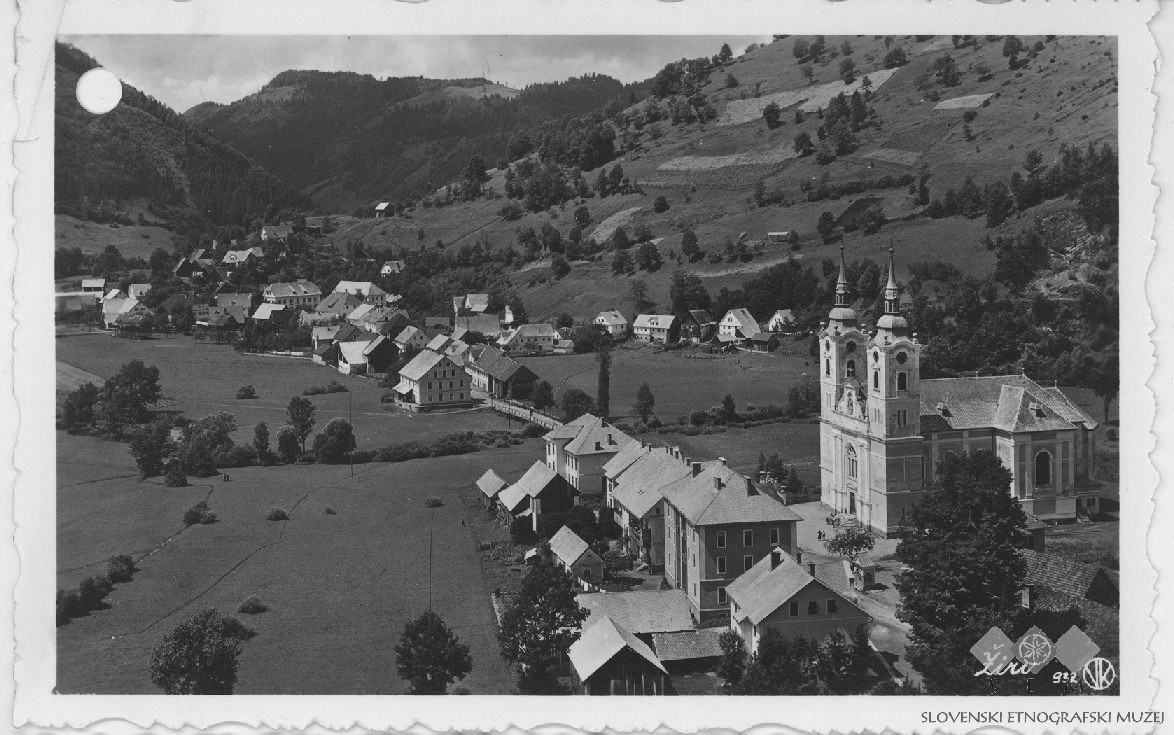
Pfarrkirche St. Martin in Sairach (Krain)